# Geleeg
Geleeg is een wijk ten westen van het centrum van Leopoldsburg.
De naam van de wijk is afkomstig van de boerderij Het Geleeg, die in 1837 werd gebouwd door bierbrouwer Jan Willems. Deze meende dat het pas geopende Kamp van Beverlo hem van een goede afzet zou voorzien. In 1844 verkocht hij de boerderij echter aan Pieter-Jan Bemindt, die bij de boerderij een brouwerij, een jeneverstokerij en een molen oprichtte.
Omstreeks 1900 werd dit gebied van 80 ha gekocht door de Brusselse speculant Edward Ronner, die het op planmatige wijze verkavelde als Cité Neuve. Hij verkocht de percelen aan Brusselse inversteerders, die de percelen met winst wilden doorverkopen aan militairen en mijnwerkers. Door de aanwezigheid van het Kamp en de komst van de steenkoolmijnen verwachtte men hoge winsten. Na 1906 lukte de verkoop van percelen echter niet meer. Dit kwam mede omdat de productie in de Steenkoolmijn van Beringen pas in 1922 goed op gang kwam, vertraagd als deze was door de Eerste Wereldoorlog. Vele kopers van percelen deden deze met verlies van de hand, en Ronner geraakte in financiële problemen en sprong in 1910 van de boot naar Engeland in zee.
In de wijk bevindt zich de parochiekerk, die zich bevindt aan Geleegstraat 20 en gewijd is aan het Heilig Sacrament. Deze kerk is in een sobere, modernistische stijl gebouwd en heeft een losstaande open betonnen klokkentoren in de vorm van een kruis. Ze werd ingewijd in 1962.

## Externe bron
- Heilig Sacramentskerk
- Geleeg

Deelgemeenten: Heppen · Leopoldsburg

Gehuchten: Geleeg · Immert · Strooiendorp

Belgische gemeenten · Arrondissement Hasselt · Limburg · Vlaanderen